# The Crux of the Biscuit
The Crux of the Biscuit è un album studio pubblicato dal compositore italo-americano Frank Zappa il 15 luglio 2016. L'album è un piccolo "dietro le quinte" del suo album del 1974, Apostrophe (').

## Tracce
Testi e musiche di Frank Zappa, eccetto dove indicato.
1. Cosmik Debris – 4:21
2. Uncle Remus [Mix Outtake] – 3:59 (Duke, Zappa)
3. Down in de Dew [Alt. Mix] – 3:16
4. Apostrophe' [Mix Outtake] – 9:07 (Bruce, Gordon, Zappa)
5. The Story of "Don't Eat the Yellow Snow/St. Alphonzo's Pancake Breakfast" – 2:25
6. Don't Eat the Yellow Snow/St. Alphonzo's Pancake Breakfast [Live] – 19:26
7. Excentrifugal Forz [Mix Outtake] – 1:34
8. Energy Frontier [Take 4] – 3:04
9. Energy Frontier [Take 6 w/ ODs] – 4:15
10. Energy Frontier (Bridge) – 8:23 (Bruce, Gordon, Zappa)
11. Cosmik Debris [Basic Tracks – Take 3] – 5:11
12. Don't Eat the Yellow Snow [Basic Tracks – Alt. Take] – 2:12
13. Nanook Rubs It [Basic Tracks – Outtake] – 0:42
14. Nanook Rubs It [Session Outtake] – 0:48
15. Frank's Last Words... – 0:16